# Leonardo Gagliano
Leonardo Gagliano, noto anche con lo pseudonimo di Enriquez de la Vega (Milano, 24 marzo 1953), è un fumettista italiano.

## Biografia
Esordì nello studio di Victor Hugo Arias nel 1972 per poi collaborare con quello di Graziano Origa dal 1974 al 1982 realizzando la serie Misterlady edita da Furio Viano Editore su testi di Paolo Ghelardini e, per la Edifumetto le serie Orror e Superproibita e, per la Ediperiodici, varie le serie per adulti come Terror Blu, Scandali al Sole, Storie Nere, Verità Segrete o Voglia Matta. Ha inoltre realizzato storie singole per le testate della Casa Editrice Universo e per la testata Corrier Boy. Negli anni ottanta ha collaborato con l'Editoriale Corno pubblicando nel 1981 la serie 'Kostance Kash' sul settimanale Adamo e la serie Cliff firmandosi Enriquez de la Vega. Inizia poi a collaborare dal 1983 con lo studio Staff di if e, alla fine degli anni ottanta, disegna la serie tratta dal cartone animato Brave Starr e scritta da Sauro Pennacchioli. Negli anni novanta realizza storie a fumetti e copertine per la Disney Italia per la testata Topolino e altre minori.